# Dnevnik Mašinovođe
Dnevnik Mašinovođe (em sérvio: Дневник машиновође) é um filme de drama sérvio de 2016 dirigido e escrito por Miloš Radović. Foi selecionado como representante de seu país ao Oscar de melhor filme estrangeiro em 2017.

## Elenco
- Lazar Ristovski - Ilija
- Petar Korać - Sima
- Pavle Erić - Mali Sima
- Mirjana Karanović - Jagoda
- Jasna Đuričić - Sida